# Габореј Сидибе
Габореј Сидибе (енгл. Gabourey „Gabby“ Sidibe; рођена 6. маја 1983. у Бруклину, Њујорк, САД) је америчка филмска и телевизијска глумица. Глумачку каријеру започела је 2009. године улогом у филму „Драгоцена“, и већ за њу била номинована за Златни глобус, Награду Удружења глумаца, Награду критике, Награду BAFTA и Оскар за најбољу главну глумицу.

## Филмографија
| Улоге Габореј Сидибе |                |               |                  |          |
| Година               | Српски назив   | Изворни назив | Улога            | Напомена |
| 2009.                | Драгоцена      |               |                  |          |
|                      | Викање на небо |               | у постпродукцији |          |